# Саудијска Арабија на Светском првенству у атлетици у дворани 2022.
Саудијска Арабија је једанаести пут учествовала на 18. Светском првенству у атлетици у дворани 2022. одржаном у Београду од 18. до 20. марта. Репрезентацију Саудијске Арабије представљао је 1 такмичар који се такмичио у трци 400 метара.,
На овом првенству такмичари Саудијске Арабије нису освојили ниједну медаљу нити су остварили неки резултат.

## Учесници
Мушкарци:
- Мазен Мавтан Ал-Јасен — 400

## Резултати

### Мушкарци
| Атлетичар             | Дисциплина | Лични рекорд | Квалификације | Квалификације | Полуфинале           | Полуфинале           | Финале               | Финале       | Детаљи |
| Атлетичар             | Дисциплина | Лични рекорд | Резултат      | Место         | Резултат             | Место                | Резултат             | Место        | Детаљи |
| --------------------- | ---------- | ------------ | ------------- | ------------- | -------------------- | -------------------- | -------------------- | ------------ | ------ |
| Мазен Мавтан Ал-Јасен | 400 м      | 45,16        | 47,65         | 5. у гр. 1    | Није се квалификовао | Није се квалификовао | Није се квалификовао | 19 / 24 (25) |        |